# Самкурі
Самкурі (груз. სამყურე) — село в Грузії.
За даними перепису населення 2014 року в селі проживає 134 особи.